# Magic!
Magic! (стилизация MAGIC!) — канадская регги-фьюжн-группа, образовавшаяся в 2012 году, ставшая известной благодаря своему дебютному синглу «Rude», возглавившему хит-парад Billboard Hot 100.

## Информация о группе
Все музыканты Magic! родом из Торонто. Вокалист группы Назри ранее работал с Джастином Бибером, Шакирой, Шерил Коул, Кристиной Агилерой, Крисом Брауном и другими известными поп-исполнителями при создании песен, а также вместе в Адамом Мессинджером составляет продюсерский дуэт The Messengers. Назри и Марк Пеллиццер стали авторами песни для Криса Брауна «Don’t Judge Me», оба были довольны атмосферой получившегося сотрудничества и решили создать группу; спустя несколько недель они решили, что будущая группа будет исполнять регги и должна звучать как «сегодняшний вариант Police».
12 октября 2013 года вышел дебютный сингл Magic! «Rude»; песня возглавила хит-парады Великобритании и США и вошла в топ-100 в Австралии, Новой Зеландии, Дании, Нидерландов и Швеции. Свой ремикс песни позже выпустил Zedd; за сутки после выхода запись набрала 400 000 прослушиваний на сервисе Soundcloud. Альбом Don't Kill the Magic был издан 30 июня 2014 года. Диск добрался до 5 места канадского хит-парада Canadian Albums Chart и 6 места в Billboard 200.
Magic! появились в качестве приглашённых исполнителей в песне Шакиры «Cut Me Deep» с её альбома 2014 года Shakira. Группа записала песню «This Is Our Time (Agora é a Nossa Hora)» для официального музыкального альбома Чемпионата мира по футболу 2014 One Love, One Rhythm.

## Состав группы
- Назри[англ.] — вокал, гитара
- Марк Пелиццер — гитара, бэк-вокал
- Бен Спивак — бас-гитара, бэк-вокал
- Алекс Танас — ударные, бэк-вокал

## Дискография
Студийные альбомы
| Название             | Информация                                                                                         | Чарты | Чарты | Чарты | Чарты | Чарты | Чарты | Продажи                   |
| Название             | Информация                                                                                         | CAN   | AUS   | NZ    | SWE   | UK    | US    | Продажи                   |
| -------------------- | -------------------------------------------------------------------------------------------------- | ----- | ----- | ----- | ----- | ----- | ----- | ------------------------- |
| Don’t Kill the Magic | - Released: 30 июня 2014 - Label: Sony Music Entertainment - Formats: CD, LP, цифровая дистрибуция | 5     | 66    | 30    | 35    | 19    | 6     | - CAN: 3 500 - US: 36 000 |
| Primary Colours      | - Released: 30 июня 2016 - Label: Sony Music Entertainment - Formats: CD, LP, цифровая дистрибуция | -     | -     | -     | -     | -     | -     |                           |

Синглы
| Название                                   | Год  | Чарты | Чарты | Чарты | Чарты | Чарты | Чарты | Чарты | Чарты | Чарты | Чарты | Сертификация                                                                                         | Альбом               |
| Название                                   | Год  | CAN   | AUS   | AUT   | DEN   | GER   | NLD   | NZ    | SWE   | UK    | US    | Сертификация                                                                                         | Альбом               |
| ------------------------------------------ | ---- | ----- | ----- | ----- | ----- | ----- | ----- | ----- | ----- | ----- | ----- | --- | -------------------- |
| «Rude»                                     | 2013 | 6     | 2     | 3     | 3     | 7     | 5     | 2     | 2     | 1     | 1     | - MC: 3× Платиновый - ARIA: 2× Платиновый - BPI: Платиновый - RMNZ: Платиновый - RIAA: 3× Платиновый | Don’t Kill the Magic |
| «Don’t Kill the Magic»                     | 2014 | 22    | 53    | —     | —     | —     | —     | —     | 35    | —     | —     | — | Don’t Kill the Magic |
| «Let Your Hair Down»                       | 2014 | 20    | —     | —     | —     | —     | —     | —     | —     | —     | —     | MC: Платиновый                                                                                       | Don’t Kill the Magic |
| «No Way No»                                | 2015 | 23    | —     | —     | —     | —     | —     | —     | —     | —     | —     | MC: Золотой                                                                                          | Don’t Kill the Magic |
| «#SundayFunday»                            | 2015 | 72    | —     | —     | —     | —     | —     | —     | —     | —     | —     | — | Не альбомный сингл   |
| «Lay You Down Easy» (feat. Sean Paul)      | 2016 | 39    | 91    | —     | —     | —     | —     | —     | —     | —     | —     | — | Primary Colours      |
| «Red Dress»                                | 2016 |       |       |       |       |       |       |       |       |       |       | | Primary Colours      |
| «—» обозначает, что релиз не вошёл в чарт. |      |       |       |       |       |       |       |       |       |       |       | |                      |

## Награды и номинации
| Год  | Награда                 | Номинация | Категория                                       | Результат |
| ---- | ----------------------- | --------- | ----------------------------------------------- | --------- |
| 2014 | Much Music Video Awards | «Rude»    | Международное видео года, канадский исполнитель | Номинация |
| 2014 | Teen Choice Awards      | «Rude»    | Choice Music: Группа                            | Номинация |
| 2014 | Teen Choice Awards      | «Rude»    | Песня лета                                      | Номинация |
| 2014 | Teen Choice Awards      | Magic!    | Группа лета                                     | Номинация |
| 2014 | American Music Awards   | «Rude»    | Сингл года                                      | Номинация |